# Los Tarcos Rugby Club
Maillots
Le Los Tarcos Rugby Club est un club de rugby à XV et est situé à San Miguel de Tucumán dans la Province de Tucumán en Argentine.

## Histoire
Le club est fondé en janvier 1955 et est affilié à l'Unión de Rugby de Tucumán. 

## Palmarès
- Vainqueur du Torneo del Noroeste à 12 reprise entre 1966 et 2004.
- Finaliste du Nacional de Clubes en 2004.